# Tanjung Ganti I
Tanjung Ganti I is een bestuurslaag in het regentschap Kaur van de provincie Bengkulu, Indonesië. Tanjung Ganti I telt 517 inwoners (volkstelling 2010).